# Debora Schoon-Kadijk
Debora Jantine Schoon-Kadijk (* 14. April 1969 in Rotterdam) ist eine ehemalige niederländische Beachvolleyballspielerin.

## Karriere
Schoon-Kadijk absolvierte ihre ersten internationalen Turniere 1994/95 mit Lisette van de Ven. Beim olympischen Turnier 1996 in Atlanta schieden sie nach zwei Niederlagen gegen die US-Amerikanerinnen Castro/Richardson und die Britinnen Cooper/Glover aus. Im folgenden Jahr bildete Schoon-Kadijk ein neues Duo mit Rebekka Kadijk. Die Schwestern gewannen von 1997 bis 2000 alle niederländischen Meistertitel und erreichten bei der Weltmeisterschaft 1997 in Los Angeles den neunten Rang. Bei der Europameisterschaft 1998 auf Rhodos erreichten sie das Finale, das sie gegen die Tschechinnen Celbová/Nováková verloren. 1999 gelangen ihnen sowohl bei der WM in Marseille (Neunte) als auch bei der EM in Palma (Fünfte) Top-Ten-Ergebnisse. 2000 in Getxo gewannen sie EM-Bronze. Einen Monat später mussten sie sich im olympischen Turnier in Sydney jeweils mit 15:17 gegen Celbová/Nováková und die bulgarischen Schwestern Petja und Zwetelina Jantschulowa geschlagen geben. Anschließend beendete Schoon-Kadijk ihre internationale Karriere.
Ihre Tochter Raïsa Schoon spielt ebenfalls Beachvolleyball.